# NITI Aayog
La NITI Aayog (lit. "Comisión de Políticas"; abreviatura de Institución Nacional para la Transformación de la India) es el principal grupo de reflexión sobre políticas públicas del Gobierno de la India y la agencia nodal encargada de catalizar el desarrollo económico y fomentar el federalismo cooperativo y alejarse del federalismo de negociación mediante la participación de los gobiernos estatales de la India en el proceso de elaboración de políticas económicas utilizando un enfoque ascendente. Sus iniciativas incluyen la "hoja de ruta de 15 años", la "visión, estrategia y plan de acción de 7 años", la Misión Atal para el Rejuvenecimiento y la Transformación Urbana (AMRUT), India Digital, la Misión de Innovación Atal, la Reforma de la Educación Médica, reformas agrícolas (Ley Modelo de Arrendamiento de Tierras, Reformas de la Ley del Comité de Comercialización de Productos Agrícolas, Comercialización Agrícola e Índice de Reformas Favorables a los Agricultores para la clasificación de los Estados), índices que miden el rendimiento de los Estados en Sanidad, Educación y Gestión del Agua, Subgrupo de Ministros Jefes sobre Racionalización de los Planes Patrocinados por el Gobierno Central, Subgrupo de Ministros Jefes sobre Swachh Bharat Abhiyan, Subgrupo de Ministros Jefes sobre Desarrollo de Habilidades, Grupos de Trabajo sobre Agricultura y Aumento de la Pobreza, y la Serie de Conferencias Transforming India.
Fue creada en 2015 por el gobierno de la Alianza Democrática Nacional (NDA) para sustituir a la Comisión de Planificación, que seguía un modelo descendente. El consejo del NITI Aayog está formado por todos los ministros principales de los estados, junto con los ministros principales de Delhi y Puducherry, los vicegobernadores de todas las UT y un vicepresidente nombrado por el primer ministro. Además, se seleccionan miembros temporales de destacadas universidades e instituciones de investigación. Entre estos miembros hay un Director General, cuatro exfuncionarios y tres miembros a tiempo parcial.

## Historia
Artículo principal: Comisión de Planificación (India)
El 29 de mayo de 2014, la Oficina de Evaluación Independiente presentó un informe de evaluación al primer ministro Narendra Modi con la recomendación de sustituir la Comisión de Planificación por una "comisión de control." El 13 de agosto de 2014, el Gabinete de la Unión desechó la Comisión de Planificación (India), que sería sustituida por una versión diluida del Consejo Consultivo Nacional (CCN) de la India, creado por el Gobierno de la Alianza Progresista Unida (APU). El 1 de enero de 2015, se aprobó una resolución del Gabinete para sustituir la Comisión de Planificación por la recién creada NITI Aayog (Institución Nacional para la Transformación de la India). El Gobierno de la Unión de India anunció la formación de NITI Aayog el 1 de enero de 2015. La primera reunión del NITI Aayog fue presidida por Narendra Modi el 8 de febrero de 2015.
El Ministro de Finanzas, Arun Jaitley, hizo la siguiente observación sobre la necesidad de crear el NITI Aayog: "La Comisión de Planificación, con 65 años de antigüedad, se había convertido en una organización redundante. Era relevante en una estructura de economía dirigida, pero ya no. India es un país diversificado y sus Estados se encuentran en distintas fases de desarrollo económico, con sus propios puntos fuertes y débiles. En este contexto, el enfoque de "talla única" de la planificación económica está obsoleto. No puede hacer que India sea competitiva en la economía global actual".

## Conferencias NITI
NITI Aayog ha puesto en marcha una nueva iniciativa por consejo del primer ministro Narendra Modi llamada NITI Lectures: Transformar la India. El objetivo de esta iniciativa es invitar a la India a responsables políticos, expertos y administradores de renombre internacional para que compartan con sus homólogos indios sus conocimientos, pericia y experiencia en la elaboración de políticas y la buena gobernanza. Esta iniciativa consistirá en una serie de conferencias que comenzarán con la primera, pronunciada por el Vice primer ministro de Singapur, Tharman Shanmugaratnam. El primer ministro de Singapur, Tharman Shanmugaratnam, pronunció una conferencia sobre el tema "India y la economía global" en Vigyan Bhavan, Nueva Delhi. El primer ministro habló sobre la idea en la que se basa esta serie de conferencias y afirmó que su visión de India es una transformación rápida, no una evolución gradual.
El 31 de agosto de 2017, NITI Aayog elaboró un manual de estadísticas estatales que consolida estadísticas clave de todos los sectores para cada Estado/UT de la India. Mientras que los datos estatales sobre indicadores cruciales están actualmente fragmentados en diferentes fuentes, este manual proporciona una base de datos única de estadísticas estatales importantes.

## Iniciativas
NITI Aayog ha tomado la iniciativa sobre los usos de blockchain en la gobernanza electrónica y ha conceptualizado la pila tecnológica como "IndiaChain". IndiaChain es el nombre dado al ambicioso proyecto de Niti Aayog para desarrollar una red nacional de blockchain.
La inteligencia artificial, el aprendizaje automático, el Internet de las cosas, el blockchain y el big data tienen potencial para llevar a la India a nuevas cotas.

-  Primer ministro Narendra Modi, en el Foro Económico Mundial de 2016.
El objetivo es vincular IndiaChain con IndiaStack, la infraestructura digital que constituye la columna vertebral del proyecto Aadhaar. La iniciativa de NITI Aayog sobre el sistema blockchain hará cumplir los contratos con mayor rapidez, evitará las transacciones fraudulentas y ayudará a los agricultores mediante el desembolso eficiente de subsidios. Este proyecto es el primer paso hacia un sistema más amplio de mantenimiento de registros y desembolso de bienes públicos.
NITI Aayog está desarrollando un portal de empleo para poner en contacto a empresarios con trabajadores que han regresado a sus estados de origen debido al bloqueo nacional.
El NITI Aayog ha elaborado un plan de 75.000 millones de rupias para el desarrollo industrial de las islas de Gran Nicobar, en Andamán y Nicobar. El plan prevé la construcción de una terminal de transbordo con un aeropuerto internacional, municipios y centrales eléctricas de energía solar y de gas, y se ha enfrentado a una fuerte reacción de las comunidades indígenas shompen y nicobaresas, que temen ser desplazadas. Se prevé que el plan propuesto imponga una importante presión ecológica sobre la isla, su fauna y su entorno.

## Otras iniciativas

### Programa de emprendimiento para estudiantes
El Student Entrepreneurship Programme (Programa de emprendimiento para estudiantes) SEP 1.0 se puso en marcha en 2019, mientras que el SEP 2.0, lanzado en 2020, tenía como objetivo convertir las innovaciones de base de los estudiantes del Atal Tinkering Lab (ATL) en productos finales. El SEP 2.0, que se puso en marcha en 2020, ofreció a los estudiantes del ATL la oportunidad de trabajar con voluntarios de Dell y obtener apoyo de mentores, comentarios de los usuarios finales, apoyo a la fabricación y apoyo al lanzamiento de sus productos en el mercado. El plan será puesto en marcha y dirigido por "Atal Innovation Mission" (AIM), dependiente de NITI Aayog, en asociación con Dell Technologies.

### Programas gratuitos de aprendizaje tecnológico
En septiembre de 2021, NITI Aayog, en asociación con Byju's, puso en marcha una iniciativa para ofrecer programas gratuitos de aprendizaje tecnológico a aspirantes a ingenieros de 112 distritos del país.

## Miembros
El NITI Aayog está formado por las siguientes entidades:
- Un Consejo de Gobierno compuesto por los Ministros Principales de todos los Estados y territorios de la Unión con Asambleas Legislativas y los vicegobernadores de los territorios de la Unión (excepto Delhi y Puducherry).
- Consejos Regionales compuestos por los Ministros Jefes de los Estados y los Tenientes Gobernadores de los Territorios de la Unión de la región para abordar cuestiones específicas y contingencias que afecten a más de un Estado o una región.
- Marco organizativo a tiempo completo compuesto por un Vicepresidente, cuatro miembros a tiempo completo, dos miembros a tiempo parcial (procedentes de destacadas universidades, organizaciones de investigación y otras instituciones relevantes en calidad de ex officio), cuatro miembros ex officio del Consejo de Ministros de la Unión, un director general (con rango de Secretario del Gobierno de la India) que se ocupa de la administración, y una secretaría.
- Expertos y especialistas en diversos campos.[14]

Con el primer ministro como Presidente, actualmente el NITI Aayog está formado por:
- Vicepresidente: Suman Bery
- Miembros ex officio: Amit Shah, Rajnath Singh, Nirmala Sitaraman y Narendra Singh Tomar[16]
- Invitados especiales: Nitin Gadkari, Piyush Goyal, Virendra Kumar, Ashwini Vaishnaw y Rao Inderjit Singh[16]
- Miembros a tiempo completo: V. K. Saraswat (exjefe de la DRDO), Ramesh Chand (experto en agricultura)[17] y V. K. Paul (experto en salud pública),[18] Arvind Virmani ( economista).
- Consejero Delegado (CEO): B. V. R. Subrahmanyam[19]
- Consejo de Gobierno: Todos los ministros principales de los Estados (y de Delhi y Puducherry), el vicegobernador de las islas Andamán y Nicobar, e invitados especiales.